# 马鞍镇 (郧西县)
马鞍镇，是中华人民共和国湖北省十堰市郧西县下辖的一个乡镇级行政单位。

## 行政区划
马鞍镇下辖以下地区：
下河庙村、石塔河村、徐家湾村、白家山村、姬家坪村、钱盘子村、惠家河村、锡洞沟村、上川村、下川村、顺沟村、马鞍关村、上河庙村、桂花村和烈马洞村。